# Danh sách đĩa nhạc của Nirvana
Danh sách đĩa nhạc của Nirvana, một ban nhạc rock người Mỹ có nguyên quán tại Aberdeen, Washington, gồm 3 album phòng thu, 21 đĩa đơn, 3 album trực tiếp, 4 album tổng hợp, 2 đĩa EP và 2 box set. Nirvana được thành lập vào năm 1987 bởi giọng ca chính kiêm nhạc công chơi guitar Kurt Cobain và nhạc công chơi bass Krist Novoselic, trong khi vị trí tay trống đã trải qua nhiều lần thay đổi nhân sự. Ban nhạc phát hành album phòng thu đầu tay có tựa Bleach vào năm 1989 thông qua hãng đĩa độc lập Sub Pop. Sau khi kết nạp thêm tay trống cuối cùng Dave Grohl và kí hợp đồng với hãng đĩa con của Geffen Records là DGC Records, ban nhạc phát hành album phòng thu thứ hai Nevermind. Nhạc phẩm đã trở thành một trong những album nhạc alternative bán chạy nhất thập niên 1990, đồng thời giúp phong trào grunge ở Seatle và nhạc alternative trở nên phổ biến rộng rãi. Album phòng thu thứ ba của nhóm, In Utero cũng giành được thành công về mặt chuyên môn và thương mại, mặc dù nó không đạt doanh số bằng album tiền nhiệm Nevermind như các thành viên trong ban nhạc đã kỳ vọng. Nirvana tan rã vào năm 1994 sau cái chết của Cobain; kể từ đó ban nhạc đã phát hành một số sản phẩm sau khi Kurt qua đời. Tuy nhiên điều này từng dẫn đến một cuộc tranh chấp pháp lý giữa góa phụ của Cobain Courtney Love và các thành viên còn lại của nhóm thông qua việc phát hành "You Know You're Right". Năm 2006, Love đã nhượng lại trách nhiệm phân phối một lượng lớn tác quyền danh mục các bài hát của Cobain cho Primary Wave Music Publishing. Kể từ khi ra mắt nhạc phẩm đầu tay, Nirvana đã bán được 27,6 triệu album chỉ tính riêng tại thị trường Hoa Kỳ và hơn 75 triệu bản trên toàn thế giới.

## Album

### Album phòng thu
| Tựa đề                                                                            | Chi tiết                                                                                        | Vị trí xếp hạng | Vị trí xếp hạng | Vị trí xếp hạng | Vị trí xếp hạng | Vị trí xếp hạng | Vị trí xếp hạng | Vị trí xếp hạng | Vị trí xếp hạng | Vị trí xếp hạng | Vị trí xếp hạng | Vị trí xếp hạng | Vị trí xếp hạng | Doanh số                                     | Chứng nhận (dựa theo doanh số) |
| Tựa đề                                                                            | Chi tiết                                                                                        | Mỹ              | Áo              | Canada          | Hà Lan          | L.H. Anh        | Na Uy           | New Zealand     | Nhật            | Phần Lan        | Thụy Điển       | Thụy Sĩ         | Úc              | Doanh số                                     | Chứng nhận (dựa theo doanh số) |
| --------------------------------------------------------------------------------- | ----------------------------------------------------------------------------------------------- | --------------- | --------------- | --------------- | --------------- | --------------- | --------------- | --------------- | --------------- | --------------- | --------------- | --------------- | --------------- | -------------------------------------------- | --- |
| Bleach                                                                            | - Phát hành: 15 tháng 6 năm 1989 - Hãng đĩa: Sub Pop (SP-34) - Định dạng: CD, cassette (CS), LP | 89              | 26              | —               | —               | 33              | —               | 30              | 46              | 22              | —               | —               | 34              | - Mỹ: 1.900.000                              | - Mỹ: Bạch kim - Canada: Vàng - L.H. Anh: Bạch kim - Pháp: 2× Vàng |
| Nevermind                                                                         | - Phát hành: 24 tháng 9 năm 1991 - Hãng đĩa: DGC (24425) - Định dạng: CD, CS, LP                | 1               | 2               | 1               | 3               | 5               | 2               | 2               | 24              | 1               | 1               | 2               | 2               | - Mỹ: 10.640.000 - Toàn thế giới: 30.000.000 | - Mỹ: Kim cương - Áo: Bạch kim - Brazil: Bạch kim - Canada: Kim cương - Đan Mạch: 5× Bạch kim - Đức: 2× Bạch kim - Hà Lan: Bạch kim - L.H. Anh: 5× Bạch kim - New Zealand: 7× Bạch kim - Pháp: Kim cương - Phần Lan: Vàng - Thụy Điển: Vàng - Thụy Sĩ: Bạch kim - Úc: 5× Bạch kim - Ý: 2× Bạch kim |
| In Utero                                                                          | - Phát hành: 21 tháng 9 năm 1993 - Hãng đĩa: DGC - Định dạng: CD, CS, LP                        | 1               | 8               | 3               | 4               | 1               | 7               | 3               | 13              | 6               | 1               | 16              | 2               | - Mỹ: 5.000.000 - Toàn thế giới: 15.000.000  | - Mỹ: 5× Bạch kim - Áo: Vàng - Brazil: Vàng - Canada: 6× Bạch kim - Đức: Vàng - Hà Lan: Vàng - L.H. Anh: 2× Bạch kim - Na Uy: Vàng - New Zealand: 3× Bạch kim - Pháp: Bạch kim - Thụy Điển: Vàng - Úc: 2× Bạch kim - Ý: Vàng                                                                       |
| "—" biểu thị album không được phát hành hoặc không được xếp hạng tại quốc gia đó. |                                                                                                 |                 |                 |                 |                 |                 |                 |                 |                 |                 |                 |                 |                 |                                              | |

### Album trực tiếp
| Tựa đề                                                                            | Chi tiết | Vị trí xếp hạng | Vị trí xếp hạng | Vị trí xếp hạng | Vị trí xếp hạng | Vị trí xếp hạng | Vị trí xếp hạng | Vị trí xếp hạng | Vị trí xếp hạng | Vị trí xếp hạng | Vị trí xếp hạng | Vị trí xếp hạng | Vị trí xếp hạng | Doanh số        | Chứng nhận (dựa theo doanh số) |
| Tựa đề                                                                            | Chi tiết | Mỹ              | Áo              | Canada          | Hà Lan          | L.H. Anh        | Na Uy           | New Zealand     | Nhật            | Phần Lan        | Thụy Điển       | Thụy Sĩ         | Úc              | Doanh số        | Chứng nhận (dựa theo doanh số) |
| --------------------------------------------------------------------------------- | --- | --------------- | --------------- | --------------- | --------------- | --------------- | --------------- | --------------- | --------------- | --------------- | --------------- | --------------- | --------------- | --------------- | --- |
| MTV Unplugged in New York                                                         | - Phát hành: 1 tháng 11 năm 1994 - Hãng đĩa: DGC, Geffen (24727) - Định dạng: CD, CS, LP                            | 1               | 1               | 1               | 2               | 1               | 6               | 1               | 20              | 3               | 2               | 3               | 1               | - Mỹ: 5.100.000 | - Mỹ: 5× Bạch kim - Áo: 2× Bạch kim - Brazil: Bạch kim - Canada: 9× Bạch kim - Châu Âu: 2× Bạch kim - Hà Lan: Bạch kim*Phần Lan: Vàng - L.H. Anh: 3× Bạch kim - New Zealand: Bạch kim - Na Uy: Bạch kim - Pháp: 2× Bạch kim - Tây Ban Nha: 2× Bạch kim - Thụy Điển: Vàng - Thụy Sĩ: 2× Bạch kim - Úc: 5× Bạch kim - Ý: Bạch kim |
| From the Muddy Banks of the Wishkah                                               | - Phát hành: 1 tháng 10 năm 1996 - Hãng đĩa: DGC, Geffen (25105) - Định dạng: CD, CS, LP                            | 1               | 3               | 1               | 14              | 4               | 8               | 2               | 12              | 2               | 6               | 9               | 1               | - Mỹ: 1.300.000 | - Mỹ: Bạch kim - Áo: Vàng - Canada: 2× Bạch kim - L.H. Anh: Vàng - Pháp: 2× Vàng |
| Live at Reading                                                                   | - Phát hành: 3 tháng 11 năm 2009 - Hãng đĩa: Geffen (B0013503-02) (B0013501-00) - Định dạng: CD, CD+DVD, combo 2 LP | 37              | 28              | 17              | 64              | 32              | 28              | 33              | 7               | —               | —               | 97              | —               | - Mỹ: 148.000   | - L.H. Anh: Bạc |
| Live at the Paramount                                                             | - Phát hành: 5 tháng 4 năm 2019 - Hãng đĩa: DGC - Định dạng: combo 2 LP                                             | —               | —               | —               | —               | —               | —               | —               | —               | —               | —               | —               | —               |                 | |
| "—" biểu thị album không được phát hành hoặc không được xếp hạng tại quốc gia đó. | |                 |                 |                 |                 |                 |                 |                 |                 |                 |                 |                 |                 |                 | |

### Album tổng hợp
| Tựa đề                                                                            | Chi tiết                                                                                               | Vị trí xếp hạng | Vị trí xếp hạng | Vị trí xếp hạng | Vị trí xếp hạng | Vị trí xếp hạng | Vị trí xếp hạng | Vị trí xếp hạng | Vị trí xếp hạng | Vị trí xếp hạng | Vị trí xếp hạng | Vị trí xếp hạng | Vị trí xếp hạng | Doanh số        | Chứng nhận (dựa theo doanh số) |
| Tựa đề                                                                            | Chi tiết                                                                                               | Mỹ              | Áo              | Canada          | Hà Lan          | L.H. Anh        | Na Uy           | New Zealand     | Nhật            | Phần Lan        | Thụy Điển       | Thụy Sĩ         | Úc              | Doanh số        | Chứng nhận (dựa theo doanh số) |
| --------------------------------------------------------------------------------- | --- | --------------- | --------------- | --------------- | --------------- | --------------- | --------------- | --------------- | --------------- | --------------- | --------------- | --------------- | --------------- | --------------- | --- |
| Incesticide                                                                       | - Phát hành: 12 tháng 12 năm 1992 - Hãng đĩa: Sub Pop, DGC (24504) - Định dạng: CD, CS, LP             | 39              | 10              | 21              | 31              | 14              | —               | 23              | 50              | 16              | 27              | 18              | 22              | - Mỹ: 1.400.000 | - Mỹ: Bạch kim - Canada: 2× Bạch kim - L.H. Anh: Bạch kim - Pháp: Vàng |
| Nirvana                                                                           | - Phát hành: 29 tháng 10 năm 2002 - Hãng đĩa: DGC, Geffen (25105) - Định dạng: CD, CS, LP              | 3               | 1               | 2               | 12              | 3               | 5               | 2               | 6               | 9               | 10              | 2               | 1               | - Mỹ: 2.400.000 | - Mỹ: 2× Bạch kim - Áo: Bạch kim - Brazil: Bạch kim - Châu Âu: 2× Bạch kim - L.H. Anh: 3× Bạch kim - Na Uy: Bạch kim - New Zealand: Bạch kim - Pháp: Vàng - Phần Lan: Vàng - Tây Ban Nha: Vàng - Thụy Điển: Vàng - Thụy Sĩ: Bạch kim - Úc: 5× Bạch kim - Ý: Bạch kim |
| Sliver: The Best of the Box                                                       | - Phát hành: 1 tháng 11 năm 2005 - Hãng đĩa: DGC, Geffen (000561702), Universal (1190) - Định dạng: CD | 21              | 26              | —               | —               | 56              | —               | —               | 33              | —               | —               | 87              | 95              | - Mỹ: 376.000   | |
| Icon                                                                              | - Phát hành: 31 tháng 8 năm 2010 - Hãng đĩa: Universal - Định dạng: CD                                 | —               | —               | —               | —               | —               | —               | —               | —               | —               | —               | —               | —               |                 | - Canada: Vàng |
| "—" biểu thị album không được phát hành hoặc không được xếp hạng tại quốc gia đó. | |                 |                 |                 |                 |                 |                 |                 |                 |                 |                 |                 |                 |                 | |

## Box set
| Tựa đề                                                                              | Chi tiết | Vị trí xếp hạng | Vị trí xếp hạng | Vị trí xếp hạng | Vị trí xếp hạng | Vị trí xếp hạng | Vị trí xếp hạng | Vị trí xếp hạng | Vị trí xếp hạng | Vị trí xếp hạng | Vị trí xếp hạng | Vị trí xếp hạng | Doanh số      | Chứng nhận (dựa theo doanh số) |
| Tựa đề                                                                              | Chi tiết | Mỹ              | Áo              | Canada          | Đan Mạch        | Hà Lan          | L.H. Anh        | Na Uy           | New Zealand     | Nhật            | Pháp            | Thụy Sĩ         | Doanh số      | Chứng nhận (dựa theo doanh số) |
| ----------------------------------------------------------------------------------- | --- | --------------- | --------------- | --------------- | --------------- | --------------- | --------------- | --------------- | --------------- | --------------- | --------------- | --------------- | ------------- | ------------------------------ |
| Singles                                                                             | - Phát hành: tháng 12 năm 1995 - Hãng đĩa: DGC, Geffen (24901) - Định dạng: box set gồm 6 đĩa CD                                          | —               | —               | —               | 5               | —               | 101             | —               | —               | —               | 17              | —               |               |                                |
| With the Lights Out                                                                 | - Phát hành: 23 tháng 11 năm 2004 - Hãng đĩa: DGC, Geffen (000372700), Universal (9864838) - Định dạng: box set gồm 3 đĩa CD và 1 đĩa DVD | 19              | 34              | 10              | —               | 65              | 56              | 31              | 39              | 16              | 20              | 28              | - Mỹ: 546.000 | - Mỹ: Bạch kim - L.H. Anh: Bạc |
| Nevermind: The Singles                                                              | - Phát hành: 25 tháng 11 năm 2011 - Hãng đĩa: Universal - Định dạng: box set gồm 4 đĩa than 10 inch                                       | —               | —               | —               | —               | —               | —               | —               | —               | —               | —               | —               |               |                                |
| "—" biểu thị box set không được phát hành hoặc không được xếp hạng tại quốc gia đó. | |                 |                 |                 |                 |                 |                 |                 |                 |                 |                 |                 |               |                                |

## EP
| Tựa đề                                                                         | Chi tiết                                                                                      | Vị trí xếp hạng | Vị trí xếp hạng | Chú giải |
| Tựa đề                                                                         | Chi tiết                                                                                      | Nhật            | Úc              | Chú giải |
| ------------------------------------------------------------------------------ | --------------------------------------------------------------------------------------------- | --------------- | --------------- | --- |
| Blew                                                                           | - Phát hành: tháng 12 năm 1989 - Hãng đĩa: Tupelo - Định dạng: đĩa than 12 inch, CD           | —               | —               | Ban nhạc từng dự định phát hành Blew nhằm quảng bá cho một chuyến lưu diễn châu Âu, nhưng rốt cuộc chuyến lưu diễn đã bị hủy và EP được phát hành độc quyền tại Anh sau khi khâu sản xuất hoàn tất.                                                                                                  |
| Hormoaning                                                                     | - Phát hành: 5 tháng 2 năm 1992 - Hãng đĩa: DGC, Geffen - Định dạng: đĩa than 12 inch, CD, CS | 67              | 2               | Hormoaning từng được phát hành riêng tại thị trường Úc và Nhật Bản, với hai bản hát lại đi kèm với sản phẩm ở mỗi nước, nhằm quảng bá cho chuyến lưu diễn của ban nhạc tại vành đai Thái Bình Dương. Hormoaning đã được tái phát hành với số lượng có hạn nhân dịp lễ hội Record Store Day năm 2011. |
| "—" biểu thị EP không được phát hành hoặc không được xếp hạng tại quốc gia đó. |                                                                                               |                 |                 | |

## Đĩa đơn

### Đĩa đơn lẻ
| Ca khúc                                                                             | Năm  | Vị trí xếp hạng cao nhất | Vị trí xếp hạng cao nhất | Vị trí xếp hạng cao nhất | Vị trí xếp hạng cao nhất | Vị trí xếp hạng cao nhất | Vị trí xếp hạng cao nhất | Vị trí xếp hạng cao nhất | Vị trí xếp hạng cao nhất | Vị trí xếp hạng cao nhất | Vị trí xếp hạng cao nhất | Vị trí xếp hạng cao nhất | Vị trí xếp hạng cao nhất | Vị trí xếp hạng cao nhất | Vị trí xếp hạng cao nhất | Chứng nhận | Album                         |
| Ca khúc                                                                             | Năm  | Mỹ                       | Mainstream Mỹ            | Alternative Mỹ           | Úc                       | Bỉ                       | Canada                   | Châu Âu                  | Phần Lan                 | Pháp                     | Ireland                  | Hà Lan                   | New Zealand              | Thụy Điển                | L.H. Anh                 | Chứng nhận | Album                         |
| ----------------------------------------------------------------------------------- | ---- | ------------------------ | ------------------------ | ------------------------ | ------------------------ | ------------------------ | ------------------------ | ------------------------ | ------------------------ | ------------------------ | ------------------------ | ------------------------ | ------------------------ | ------------------------ | ------------------------ | --- | ----------------------------- |
| "Love Buzz"                                                                         | 1988 | —                        | —                        | —                        | —                        | —                        | —                        | —                        | —                        | —                        | —                        | —                        | —                        | —                        | —                        | | Bleach                        |
| "Sliver"                                                                            | 1990 | —                        | —                        | 19                       | —                        | —                        | —                        | —                        | —                        | —                        | 23                       | —                        | —                        | —                        | 77                       | | Đĩa đơn không nằm trong album |
| "Smells Like Teen Spirit"                                                           | 1991 | 6                        | 7                        | 1                        | 5                        | 1                        | 9                        | 4                        | 8                        | 1                        | 15                       | 3                        | 1                        | 3                        | 7                        | - Mỹ: Bạch kim (thường) - Mỹ: Vàng (kĩ thuật số) - Úc: Vàng - Đan Mạch: Bạch kim - Ý: 2× Bạch kim - New Zealand: Vàng - Thụy Điển: Vàng - Anh: 2× Bạch kim | Nevermind                     |
| "Come as You Are"                                                                   | 1992 | 32                       | 3                        | 3                        | 25                       | 15                       | 27                       | 15                       | 8                        | 12                       | 7                        | 16                       | 3                        | 24                       | 9                        | - Ý: Bạch kim - Anh: Vàng | Nevermind                     |
| "Lithium"                                                                           | 1992 | 64                       | 16                       | 25                       | 53                       | 28                       | 83                       | 19                       | 1                        | —                        | 5                        | 17                       | 28                       | —                        | 11                       | - Anh: Bạc | Nevermind                     |
| "In Bloom"                                                                          | 1992 | —                        | 5                        | —                        | 73                       | —                        | —                        | 65                       | 16                       | —                        | 7                        | 87                       | 20                       | 30                       | 28                       | | Nevermind                     |
| "Heart-Shaped Box"                                                                  | 1993 | —                        | 4                        | 1                        | 21                       | 31                       | 17                       | 16                       | 9                        | 37                       | 6                        | 36                       | 9                        | 16                       | 5                        | - Anh: Bạc | In Utero                      |
| "All Apologies"/ "Rape Me"                                                          | 1993 | —                        | 4 —                      | 1 —                      | 58                       | 43                       | 41 —                     | 77                       | —                        | 20                       | 20                       | —                        | 32                       | —                        | 32                       | | In Utero                      |
| "Pennyroyal Tea"                                                                    | 1994 | —                        | —                        | —                        | —                        | —                        | —                        | —                        | —                        | —                        | —                        | —                        | —                        | —                        | 121                      | | In Utero                      |
| "About a Girl"                                                                      | 1994 | —                        | 3                        | 1                        | 4                        | 13                       | 10                       | 64                       | 8                        | 23                       | —                        | 22                       | —                        | 20                       | —                        | | MTV Unplugged in New York     |
| "You Know You're Right"                                                             | 2002 | 45                       | 1                        | 1                        | —                        | —                        | —                        | —                        | —                        | —                        | —                        | —                        | —                        | —                        | —                        | | Nirvana                       |
| "—" biểu thị đĩa đơn không được phát hành hoặc không được xếp hạng tại quốc gia đó. |      |                          |                          |                          |                          |                          |                          |                          |                          |                          |                          |                          |                          |                          |                          | |                               |

Ghi chú
1. ↑  Đĩa đơn "Love Buzz" từng được phát hành với số lượng có hạn: 1000 bản sao dưới dạng đĩa đơn lẻ và 200 bản sao dưới dạng đĩa đơn quảng bá.
2. ↑  Dù "Sliver" từng được dự tính phát hành thành một đĩa đơn độc lập thông qua Sub Pop vào năm 1990, nhưng bài hát vẫn không được xếp hạng tại Ireland cho đến sau thành công của album Nevermind, đồng thời cũng không được xếp hạng tại Hoa Kỳ cho đến khi nó xuất hiện trên album tổng hợp có tựa Incesticide do DGC phát hành.
3. ↑  "All Apologies" và "Rape Me" đều được cùng phát hành thành một đĩa đơn hai mặt A và do đó vị trí xếp hạng của chúng đều tính cho cả hai nhưng bảng xếp hạng airplay ("Airplay" chỉ tần suất mà một bài hát được phát trên các đài phát thanh âm nhạc. Một bài hát được phát đi phát lại nhiều lần và hàng ngày sẽ tích luỹ được nhiều "airplay".) thì chỉ tính cho "All Apologies".
4. ↑  Dù không được xếp hạng trên Billboard Hot 100 nhưng "All Apologies" giành vị trí cao nhất — hạng 45 trên bảng xếp hạng Billboard Hot 100 Airplay.[78]
5. ↑  Đĩa đơn "Pennyroyal Tea" bị hủy phát hành sau khi Kurt Cobain qua đời vào năm 1994, tuy nhiên ca khúc vẫn ra mắt ở vị trí quán quân trên bảng xếp hạng Hot Singles Sales của Billboard,[79] khi được tái phát hành nhân dịp ngày Record Store Day vào năm 2014.
6. ↑  Dù đĩa "Pennyroyal Tea" bị hủy phát hành sau khi Kurt Cobain qua đời vào năm 1994, nhưng bài hát vẫn giành vị trí thứ 4 trên bảng xếp hạng UK Physical Singles Sales,[80] và vị trí thứ 121 trên UK Singles Chart,[81] khi được tái phát hành nhân dịp ngày Record Store Day vào năm 2014.
7. ↑  Đĩa đơn "About a Girl" chỉ được phát hành tại thị trường lục địa châu Âu và Úc, nhưng lại được phát hành trên radio tại Mỹ.
8. ↑  Dù không được xếp hạng trên Billboard Hot 100 nhưng "About a Girl" giành vị trí cao nhất — hạng 22 trên bảng xếp hạng Hot 100 Airplay của Billboard.[78]
9. ↑  "You Know You're Right" chỉ được phát hành dưới dạng nhạc số và đĩa đơn quảng bá.

### Đĩa đơn quảng bá
| Ca khúc                                                                               | Năm  | Vị trí xếp hạng cao nhất | Vị trí xếp hạng cao nhất | Vị trí xếp hạng cao nhất | Vị trí xếp hạng cao nhất | Vị trí xếp hạng cao nhất | Vị trí xếp hạng cao nhất | Vị trí xếp hạng cao nhất | Vị trí xếp hạng cao nhất | Vị trí xếp hạng cao nhất | Vị trí xếp hạng cao nhất | Album                               |
| Ca khúc                                                                               | Năm  | Airplay Mỹ               | Mainstream Mỹ            | Alternative Mỹ           | Bỉ                       | Canada                   | Alternative Canada       | Airplay châu Âu          | Airplay Phần Lan         | Pháp                     | Airplay Ba Lan           | Album                               |
| ------------------------------------------------------------------------------------- | ---- | ------------------------ | ------------------------ | ------------------------ | ------------------------ | ------------------------ | ------------------------ | ------------------------ | ------------------------ | ------------------------ | ------------------------ | ----------------------------------- |
| "On a Plain"                                                                          | 1991 | —                        | —                        | 25                       | —                        | —                        | —                        | —                        | —                        | —                        | —                        | Nevermind                           |
| "Molly's Lips"                                                                        | 1992 | —                        | —                        | —                        | —                        | —                        | —                        | —                        | —                        | —                        | —                        | Incesticide                         |
| "Dumb"                                                                                | 1994 | —                        | —                        | 37                       | —                        | —                        | —                        | —                        | —                        | —                        | —                        | In Utero                            |
| "Sappy"                                                                               | 1994 | —                        | —                        | 9                        | —                        | —                        | —                        | —                        | —                        | —                        | —                        | No Alternative                      |
| "All Apologies"                                                                       | 1994 | —                        | —                        | —                        | —                        | —                        | —                        | —                        | —                        | —                        | —                        | MTV Unplugged in New York           |
| "The Man Who Sold the World"                                                          | 1995 | 39                       | 12                       | 6                        | 40                       | 22                       | —                        | 29                       | —                        | 149                      | 1                        | MTV Unplugged in New York           |
| "Where Did You Sleep Last Night"                                                      | 1995 | —                        | —                        | —                        | —                        | —                        | —                        | —                        | —                        | —                        | —                        | MTV Unplugged in New York           |
| "Lake of Fire"                                                                        | 1995 | —                        | 22                       | —                        | —                        | —                        | 17                       | —                        | —                        | —                        | —                        | MTV Unplugged in New York           |
| "Aneurysm"                                                                            | 1996 | 63                       | 11                       | 13                       | —                        | 49                       | 1                        | —                        | 40                       | —                        | 17                       | From the Muddy Banks of the Wishkah |
| "Drain You"                                                                           | 1996 | —                        | —                        | 44                       | —                        | —                        | —                        | —                        | —                        | —                        | —                        | From the Muddy Banks of the Wishkah |
| "—" biểu thị nhạc phẩm không được phát hành hoặc không được xếp hạng tại quốc gia đó. |      |                          |                          |                          |                          |                          |                          |                          |                          |                          |                          |                                     |

Ghi chú
1. ↑  Chỉ phát hành tại Mỹ.
2. ↑  Chỉ phát hành tại Brazil.

### Split single[a]
| "Candy/Molly's Lips"                                                                | 1991 | The Fluid        | —  | —  |
| "Here She Comes Now/Venus in Furs"                                                  | 1991 | The Melvins      | —  | —  |
| "Puss/Oh, the Guilt"                                                                | 1993 | The Jesus Lizard | 12 | 36 |
| "—" biểu thị đĩa đơn không được phát hành hoặc không được xếp hạng tại quốc gia đó. |      |                  |    |    |

Ghi chú
1. ↑  "Split single" là đĩa đơn bao gồm nhiều bài hát của từ hai nghệ sĩ riêng lẻ trở lên.

### Các bài hát được cấp chứng nhận khác
| Ca khúc      | Năm  | Chứng nhận       | Album |
| ------------ | ---- | ---------------- | ----- |
| "Been a Son" | 1989 | - Đan Mạch: Vàng | Blew  |

## Video âm nhạc
| Tựa                                | Năm  | Đạo diễn       |
| ---------------------------------- | ---- | -------------- |
| "Paper Cuts"                       | 1988 | RadioShack     |
| "If You Must"                      | 1988 | RadioShack     |
| "In Bloom" (phiên bản của Sub Pop) | 1990 | Steve Brown    |
| "Smells Like Teen Spirit"          | 1991 | Samuel Bayer   |
| "Come as You Are"                  | 1992 | Kevin Kerslake |
| "Lithium"                          | 1992 | Kevin Kerslake |
| "In Bloom"                         | 1992 | Kevin Kerslake |
| "Sliver"                           | 1993 | Kevin Kerslake |
| "Heart-Shaped Box"                 | 1993 | Anton Corbijn  |
| "You Know You're Right"            | 2002 | Chris Hafner   |

## Album video
| Tựa                                                                               | Chi tiết | Vị trí xếp hạng | Vị trí xếp hạng | Vị trí xếp hạng | Vị trí xếp hạng | Chứng nhận                                                                                             |
| Tựa                                                                               | Chi tiết | Mỹ              | Na Uy           | New Zealand     | Úc              | Chứng nhận                                                                                             |
| --------------------------------------------------------------------------------- | --- | --------------- | --------------- | --------------- | --------------- | --- |
| Live! Tonight! Sold Out!!                                                         | - Phát hành: 15 tháng 11 năm 1994 - Định dạng: VHS, Đĩa la-de - Phát hành: 7 tháng 11 năm 2006 - Định dạng: DVD - Hãng đĩa: Geffen | 2               | 6               | 6               | 9               | - Mỹ: 3× Bạch kim - Canada: 2× Bạch kim - L.H. Anh: 2× Bạch kim - New Zealand: Bạch kim - Úc: Bạch kim |
| Classic Albums: Nirvana – Nevermind                                               | - Phát hành: 22 tháng 3 năm 2005 - Hãng đĩa: Eagle Rock Entertainment - Định dạng: DVD                                             | —               | 3               | —               | 13              | - Mỹ: Bạch kim - New Zealand: Vàng - Úc: Bạch kim                                                      |
| MTV Unplugged in New York                                                         | - Phát hành: 20 tháng 11 năm 2007 - Hãng đĩa: DGC - Định dạng: DVD                                                                 | 6               | 1               | —               | 3               | - L.H. Anh: Bạch kim - New Zealand: Bạch kim - Úc: Bạch kim                                            |
| Live at Reading                                                                   | - Phát hành: 2 tháng 11 năm 2009 - Hãng đĩa: DGC - Định dạng: DVD                                                                  | 1               | —               | —               | 4               | - New Zealand: Vàng - Úc: Bạch kim                                                                     |
| Live at the Paramount                                                             | - Phát hành: 27 tháng 9 năm 2011 - Hãng đĩa: DGC - Định dạng: DVD, Blu-ray                                                         | 1               | —               | 4               | 1               | - Úc: Vàng                                                                                             |
| Live and Loud                                                                     | - Phát hành: 24 tháng 9 năm 2013 - Hãng đĩa: DGC - Định dạng: DVD                                                                  | 1               | —               | —               | 2               | |
| "—" biểu thị album không được phát hành hoặc không được xếp hạng tại quốc gia đó. | |                 |                 |                 |                 | |

## Các sản phẩm khác
| Ca khúc                         | Năm  | Album                                                | Chú giải |
| ------------------------------- | ---- | ---------------------------------------------------- | --- |
| "Spank Thru"                    | 1988 | Sub Pop 200                                          | Một bản thu âm lại của bài hát lần đầu được trình bày trong album demo Illiteracy Will Prevail do các thành viên của Nirvana thực hiện dưới nghệ danh Fecal Matter. |
| "Mexican Seafood"               | 1989 | Teriyaki Asthma, Vol. 1                              | Phát hành sau này trong Incesticide. |
| "Beeswax"                       | 1991 | Kill Rock Stars                                      | Phát hành sau này trong Incesticide. |
| "Dive"                          | 1991 | The Grunge Years                                     | Phát hành sau này trong Incesticide. |
| "Do You Love Me?"               | 1990 | Hard to Believe: Kiss Covers Compilation             | Bản hát lại một ca khúc năm 1976 của Kiss. |
| "Here She Comes Now"            | 1990 | Heaven & Hell: A Tribute to The Velvet Underground   | Bản hát lại một ca khúc năm 1968 của Velvet Underground. Bài hát từng xuất hiện trong đĩa riêng "Here She Comes Now/Venus in Furs" vào năm 1991 sau đó xuất hiện trong box set With the Lights Out năm 2004 và trong các phiên bản cao cấp kỉ niệm 20 năm Nevermind năm 2011. |
| "Return of the Rat"             | 1993 | Eight Songs for Greg Sage and The Wipers             | Bản hát lại một ca khúc của 1979 của Wipers. Sau này ca khúc được đưa vào trong With the Lights Out. |
| "Verse Chorus Verse"            | 1993 | No Alternative                                       | Bài hát này do Nirvana đóng góp cho tổ chức từ thiện Red Hot Organization nhưng lại không được ghi nhận và là một hidden track. Ca khúc lúc đầu có tựa là "Sappy", nhưng bị đổi tên khi được đưa vào album No Alternative. Bài hát sau đó xuất hiện trong box set With the Lights Out năm 2004 với tựa "Sappy" và trong các phiên bản cao cấp kỉ niệm 20 năm In Utero với tựa "Sappy" năm 2013. |
| "I Hate Myself and Want to Die" | 1993 | The Beavis and Butt-head Experience                  | Được ghi âm trong quá trình thực hiện album In Utero. Phiên bản này của bài hát "I Hate Myself and Want to Die" từng được chọn làm bài hát mặt B của đĩa đơn bị hủy phát hành "Pennyroyal Tea" nhưng khác với phiên bản trong With the Lights Out. |
| "Pay to Play"                   | 1994 | DGC Rarities Vol. 1                                  | Đây là phiên bản đầu tiên của "Stay Away" — một ca khúc thuộc Nevermind. "Pay to Play" sau đó được đưa vào With the Lights Out năm 2004 trong các phiên bản cao cấp kỉ niệm 20 năm Nevermind năm 2011. |
| "Radio Friendly Unit Shifter"   | 1996 | Home Alive: The Art of Self Defense                  | Biểu diễn trực tiếp tại buổi hòa nhạc ở Grenoble, Pháp vào năm 1994. |
| "Rape Me"                       | 1999 | Saturday Night Live: The Musical Performances Vol. 2 | Biễu diễn trực tiếp trên chương trình Saturday Night Live. |

Chú giải
1. ↑  Trong lĩnh vực thu nhạc, một "hidden track" (hoặc còn gọi là "secret track") là một bản nhạc được ghi lại trên CD, cassette, đĩa LP hoặc phương tiện thu âm khác theo một phương pháp bí mật để tránh sự phát hiện từ những thính giả thông thường. Xem thêm tại đây.

## Các bài hát chưa phát hành
Tháng 5 năm 2002, Courtney Love, goá phụ của Cobain, tuyên bố rằng bà sở hữu 109 băng đĩa chưa phát hành do Cobain thực hiện độc lập hoặc cùng các thành viên khác của Nirvana. Trong số này rất nhiều bài đã được phát hành trong box set With the Lights Out (2004) gồm 61 bài hát, cùng với ba ca khúc "mới phát hiện" góp mặt trong phần tổng hợp Sliver: The Best of the Box (2005). Nhiều sáng tác chưa phát hành của Nirvana đã xuất hiện trong các phiên bản cao cấp và siêu cao cấp kỉ niệm 20 năm ra đời các album Nevermind và In Utero lần lượt vào năm 2011 và 2013. Nhiều ca khúc chưa phát hành khác cũng góp mặt trong Montage of Heck: The Home Recordings (2015) — album nhạc phim đi kèm với bộ phim Kurt Cobain: Montage of Heck. Đạo diễn bộ phim Brett Morgen cho biết trong kho lưu trữ của Cobain anh đã phát hiện ra những đoạn âm thanh có thời lượng 200 giờ trên hơn 108 băng cassette và anh nghĩ album nhạc phim nói trên "sẽ là chất liệu bổ sung tuyệt vời cho bộ phim".